# Мамедов Алекпер Амірович
Алекпер Амірович Мамедов (рос. Алекпер Амир оглы Мамедов, азерб. Ələkbər Məmmədov, нар. 9 травня 1930, Баку — пом. 28 липня 2014, Баку) — радянський азербайджанський футболіст, що грав на позиції нападника. По завершенні ігрової кар'єри — футбольний тренер.
Виступав за клуби «Нафтовик» (Баку) та «Динамо» (Москва), а також національну збірну СРСР. Заслужений майстер спорту СРСР (1960).
Як тренер працював з «Нефтчі» та збірною Азербайджану, Заслужений тренер СРСР (1990).

## Клубна кар'єра
Вихованець бакинської юнацької футбольної команди «Спартак».
Виступав за команди «Нафтовик» Баку (1948—1953, 1960—1962) та «Динамо» Москва (1954—1959). У Вищій лізі чемпіонату СРСР провів 185 матчів, забив 56 голів. В 1954, 1955, 1957, 1959 роках ставав чемпіоном СРСР. Брав участь у міжнародних матчах. 4 вересня 1955 року у матчі проти «Мілану» на «Сан-Сіро» забив 4 голи.
Завершив професійну ігрову кар'єру у клубі «Нафтовик» (Баку) у 1962 році.

## Виступи за збірну
За збірну СРСР у 1958-1959 роках провів 4 матчі. Учасник відбіркових матчів до чемпіонату Європи 1960 року.

## Кар'єра тренера
Розпочав тренерську кар'єру невдовзі по завершенні кар'єри гравця, 1963 року, очоливши тренерський штаб «Нафтовика» (Баку), де працював до серпня 1965 року. Після невеликої перерви у 1971—1972 роках знову очолював клуб.
В 1993 році був головним тренером збірної Азербайджану.

## Особисте життя
У 1953 закінчив Азербайджанський індустріальний інститут, а в 1959 році — школу тренерів при Азербайджанському ГІФКу. Викладач кафедри футболу АзГІФКу з серпня 1962 року, викладач кафедри медінституту з вересня 1965 року. Зав. кафедрою фізкультури Інституту народного господарства в 1966—1970 роках і одночасно, директор бакинської футбольної школи Міністерства освіти АзРСР. Зав. кафедрою фізкультури АЗІНХу, потім — Азербайджанської Державної Нафтової Академії з липня 1972 року, професор (1993).
Президент республіканського штабу клубу «Севиндж» («Шкіряний м'яч») у 1972—1990.
Помер 28 липня 2014 року на 85-му році життя у місті Баку..

## Титули і досягнення
- Чемпіон СРСР (4):

«Динамо» (Москва): 1954, 1955, 1957, 1959
- Кавалер ордену «Знак Пошани»
- Заслужений майстер спорту СРСР
- Заслужений тренер СРСР